# Občina Nazarje
Občina Nazarje je ena od občin v Republiki Sloveniji z 2.650 prebivalci (2020) in središčem v Nazarjah, kjer živi približno tretjina prebivalstva občine.

## Naselja v občini
Brdo, Dobletina, Čreta pri Kokarjah, Kokarje, Lačja vas, Nazarje, Potok, Prihova, Pusto Polje, Rovt pod Menino, Spodnje Kraše, Šmartno ob Dreti, Volog, Zavodice, Žlabor

## Znamenitosti v občini
Nazarje označuje obnovljen grad Vrbovec, ki leži ob sotočju reke Savinje in Drete. V njem ima svoje prostore muzej gozdarstva in lesarstva, ki v kraju poudarja kulturno, podjetniško in kulinarično ponudbo. Na griču nad krajem stoji frančiškanski samostan, ki se ponaša z bogato in lepo urejeno knjižnico, kjer hranijo tudi redek izvod Dalmatinove Biblije.